# 劉弘宇
劉弘宇（？—？），南直隶扬州府泰州人。明朝政治人物。

## 生平
父刘清，號西郭，以岁贡任浮梁县训导，教严而氣和，题壁有“琴到没弦应寡和，笛如无孔豈容吹”之句。一日忽治装趣归，衿佩泣留不听，因立石系思，司寇郎李大钦为记。
万历二十八年（1600年）庚子科应天乡试举人，四十一年（1613年）癸丑科進士，授户部主事，晋郎中，天啓初官成都府知府，调广平府知府。
女劉孟劉，幼字侍御张承仁曾孫张世睦，未嫁，世睦方弱冠，以下帷攻苦得痫疾，不晓人道，其父孔怡悯刘闺淑，密语女父，令他适。孟刘闻之，泣曰：两髦宛然，河清可俟。忍为不淑，以玷两家门第乎？且禽兽行，非人所为也。若必夺吾志，惟死耳。自是谢铅华，衣缟素，至三十三岁，忽膺疾不起，将诀，语侍婢曰：取箧中金簪来。簪至，乃自插发髻间，危坐而逝，盖簪乃张氏聘物也。